# ارس غربی
ارس غربی (نام علمی: Juniperus occidentalis) نام یک گونه از سرده ارس است.